# Where We Are (álbum de Westlife)
Where We Are es el noveno álbum de la banda irlandesa Westlife. Fue lanzado al mercado el viernes 27 de noviembre del 2009 en Reino Unido por la discográfica Syco Music. El primer sencillo de este álbum es "What About Now", y fue lanzado el 23 de octubre de 2009, cómo descarga digital un día después cómo el disco del sencillo. El álbum terminó en el puesto número 28 en el 2009 en la lista de Reino Unido, Year-end Album, con 427.000 ejemplares vendidos.
El sencillo que se rumorea como segundo del álbum, es "Talk Me Down" en la cual sólo canta Mark, y "Reach Out", que fue coescrita por Mark. Se lanzaría el 8 de febrero de 2010, pero finalmente pasó al 29 de marzo del 2010. Nicky personalmente expresó que él esperaba que el siguiente sencillo fuese lanzado en marzo del 2010, y el lado-B oficial sea llamado "Please Stay", una versión del clásico de The Drifters, una canción que el padre de Nicky quiere que el grupo grabe. También servirá cómo una canción tributo para él. Antes de eso, participaron en el sencillo de caridad para Haití, "Everybody Hurts".

## Disco
La canción "Shadows", qué ha sido confirmada para ser incluida en el álbum, fue escrita por Ryan Tedder y AJ McLean para el disco This Is Us de los Backstreet Boys, pero no la colocaron en el listado de canciones. Fue posteriormente adquirida por Simon Cowell para Leona Lewis en el segundo álbum, Echo, pero se decidió que encajaba mejor en una "boyband" y fue dada a Westlife para el álbum "No More Heroes", coescrita por Lindy Robbins, también se programó para aparecer en el siguiente álbum.
Feehily dijo a The Daily Mirror: "Queríamos que el primer sencillo de nuestro nuevo disco estuviera entre el sonido Westlife que nuestros fanes conocen y aman, y en la nueva dirección que nos estábamos yendo. Hemos experimentado con una nueva vibra en este disco. Después de once años vemos esto como la fase dos en la historia de Westlife."
Filan habla sobre el contenido del álbum:
"Una dirección diferente puede ser un poco equivocada. Creo que todavía es música pop, pero hay una diferente variación en él. Una cosa masiva es que hemos trabajado con productores diferentes, los cuales nunca habíamos trabajado antes, y nuevos escritores de canciones. Hay trece canciones en el álbum y doce de ellas son originales. Hay más ritmo, más canciones roqueras, más canciones americanas, más canciones oscuras con letras oscuras. Es la mejor producción que hemos tenido de cualquier álbum. Los instrumentos de cuerda, la música es otro nivel. Incluso si no eres un fan de Westlife, pero eres fan de la música, reconocerás la calidad de este álbum."
En su nueva biografía que aparece en su web oficial, ha sido agregado que las sesiones de grabación comenzaron en Los Ángeles, con un equipo nuevo de productores y compositores. La primera canción que grabaron fue la balada, "I'll See You Again". Fue grabada por Ross en el Estudio Metropolis.

## Promoción
El 25 de octubre del 2009, durante los resultados del programa The X Factor, Westlife protagonizó la canción "What About Now". Fue lanzada en línea ese día. El 26 de octubre actuaron y fueron entrevistados por GMTV, en adición de una webchat, con más tarde una entrevista en The One Shot el 30 de octubre de 2009. También actuaron en BBC Children in Need el 20 de noviembre y fueron entrevistados el 26 de noviembre y el 4 de diciembre en Alan Carr's Chatty Man y  The Friday Show respectivamente. También  hicieron promociones en las radios de las principales ciudades de Reino Unido e Irlanda del 24 de octubre a noviembre, incluyendo una entrevista en la radio BBC One. El 27 de noviembre, Westlife actuó en un show de Reino Unido como Paul O' Grady y The Late Late Toy Show. También estuvieron en Oslo, Noruega, por el Premio Nobel de la Paz.
El 1 de febrero, del 2010, su web oficial fue refundada. Lo llamaron como una primera fase del 2010. El 10 de febrero, fueron invitados al programa de Jonathan Ross para una entrevista para la televisión el día 12 de febrero. La primera semana de febrero, fueron por una gira promocional a Alemania y fueron al show de Oliver Pocher en la tercera semana. Tuvieron la oportunidad de actuar con Boyzone por una canción de Stephen Gately en Irlanda. Abrieron la ceremonia en los Premios News of the World Children Champion. Están invitados para actuar en Fashion Kicks el 13 de abril y en el show Sun City Superblow, en Sudáfrica, el 19 de marzo.

## Listado de canciones
- Edición estándar

| Where We Are |                                                           |                                                             |                                    |          |  |
| N.º          | Título                                                    | Escritor(es)                                                | Productor (es)                     | Duración |  |
| 1.           | «What About Now»                                          | Ben Moody, David Hodges, Josh Hartzler                      | Steve Robson                       | 4:11     |  |
| 2.           | «How to Break a Heart»                                    | Sam Watters, James Scheffer, Louis Biancaniello             | Biancaniello, Watters y Jim Jonsin | 4:04     |  |
| 3.           | «Leaving»                                                 | Steven Lee Olsen, Bryn Christopher, Carl Falk               | Biancaniello y Watters por MzMeriq | 3:57     |  |
| 4.           | «Shadows»                                                 | Ryan Tedder, A.J. McLean                                    | Tedder                             | 4:01     |  |
| 5.           | «Talk Me Down»                                            | Simon Petty                                                 | Steve Anderson                     | 4:01     |  |
| 6.           | «Where We Are»                                            | Tedder, Savan Kotecha                                       | Tedder                             | 3:57     |  |
| 7.           | «The Difference»                                          | Scott Cutler, Anne Preven, Brian Kennedy Seals (de Team BK) | Cutler, Preven y Kennedy           | 3:30     |  |
| 8.           | «As Love Is My Witness»                                   | Connor Reeves, Jonathan Shorten                             | Martin Terefe                      | 4:07     |  |
| 9.           | «Another World»                                           | Steve Booker, Sophie Delila                                 | Booker                             | :16      |  |
| 10.          | «No More Heroes»                                          | Lindy Robbins, Kotecha, Emanuel Kiriakou                    | Kiriakou                           | 3:58     |  |
| 11.          | «Sound of a Broken Heart»                                 | Watters, John Reid, Wayne Wilkins, Biancaniello             | Biancaniello, Watters, Wilkins     | 3:51     |  |
| 12.          | «Reach Out»                                               | Shaznay Lewis, Chris Braide, Mark Feehily                   | Greg Wells, Braide                 | 3:56     |  |
| 13.          | «I'll See You Again»                                      | Shelly Poole, Andy Hill                                     | Kiriakou, Hill                     | 5:17     |  |
| 14.          | «You Raise Me Up» (Live at Croke Park)(Japan Bonus Track) | Brendan Graham, Rolf Løvland                                | Decca                              | 5:00     |  |

## Historia de lanzamiento
| País / Región | Fecha                   | Formato              | Sello                    | Catálogo    |
| ------------- | ----------------------- | -------------------- | ------------------------ | ----------- |
| Irlanda       | 27 de noviembre de 2009 | CD, Descarga digital | RCA Records              | 88697611272 |
| Filipinas     | 28 de noviembre de 2009 | CD, Descarga digital | Sony Music Entertainment | 88697611272 |
| Nueva Zelanda | 30 de noviembre de 2009 | CD, Descarga digital | Sony Music Entertainment | 88697611272 |
| Noruega       | 30 de noviembre de 2009 | CD, Descarga digital | Sony Music Entertainment | 88697611272 |
| Sudáfrica     | 30 de noviembre de 2009 | CD, Descarga digital | Sony Music Entertainment | 88697611272 |
| Reino Unido   | 30 de noviembre de 2009 | CD, Descarga digital | Syco Music               | 88697611272 |
| Hong Kong     | 30 de noviembre de 2009 | CD, Descarga digital | Sony Music Entertainment | 88697611272 |
| Corea del Sur | 1 de diciembre de 2009  | CD, Descarga digital | Sony Music Entertainment | 88697611272 |
| Europa        | 2 de diciembre de 2009  | CD, Descarga digital | Sony Music Entertainment | 88697611272 |
| Finlandia     | 2 de diciembre de 2009  | CD, Descarga digital | Sony Music Entertainment | 88697611272 |
| Suecia        | 2 de diciembre de 2009  | CD, Descarga digital | Sony Music Entertainment | 88697611272 |
| Taiwán        | 4 de diciembre de 2009  | CD, Descarga digital | Sony Music               | 88697611272 |
| Japón         | 23 de diciembre de 2009 | CD, Descarga digital | Sony Music Japan         | SICP2509    |
| Alemania      | 5 de febrero de 2010    | CD, Descarga digital | Sony Music               | 88697611272 |

## Posiciones
| País          | Posición | Ventas   | Cerficación   |
| ------------- | -------- | -------- | ------------- |
| Reino Unido   | 2        | +600.000 | Doble Platino |
| Irlanda       | 2        | TBA      | TBA           |
| Corea del Sur | 3        | TBA      | TBA           |
| Europa        | 5        | TBA      | TBA           |
| Suecia        | 8        | +20.000  |               |
| Nueva Zelanda | 13       | TBA      | TBA           |
| Suiza         | 25       | TBA      | TBA           |
| Alemania      | 42       | TBA      | TBA           |
| Austria       | 53       | TBA      | TBA           |